# Burghausen, Altötting
Burghausen là một thành phố công tước cũ, hiện là thành phố lớn nhất trong huyện Altötting bang Bayern nước Đức. Nó nằm cạnh dòng sông Salzach, mà cũng là biên giới với Áo. Ở đồi nằm trên thành phố cổ là thành trì zu Burghausen. Với chiều dài 1051 m, đó là thành trì dài nhất Âu châu.

## Địa lý

### Những xã chung quanh
- Burgkirchen an der Alz
- Haiming
- Hochburg-Ach (Oberösterreich)
- Mehring (Oberbayern)
- St. Radegund (Oberösterreich)

## Lịch sử

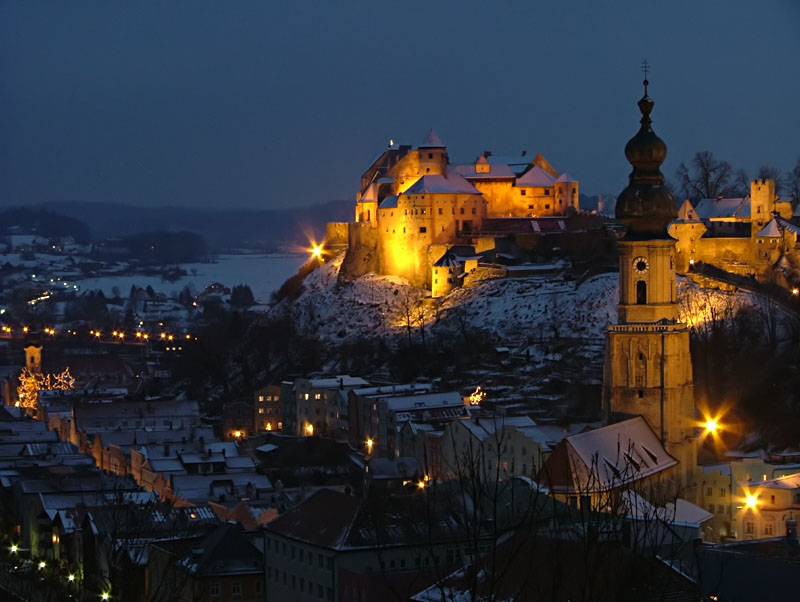
Thành phố cổ Burghausen vào đêm

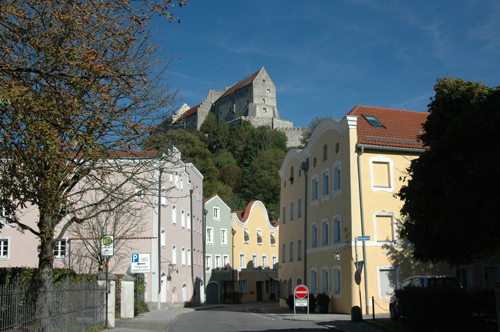
Lâu đài chính và thành phố cổ phía Nam (2007)

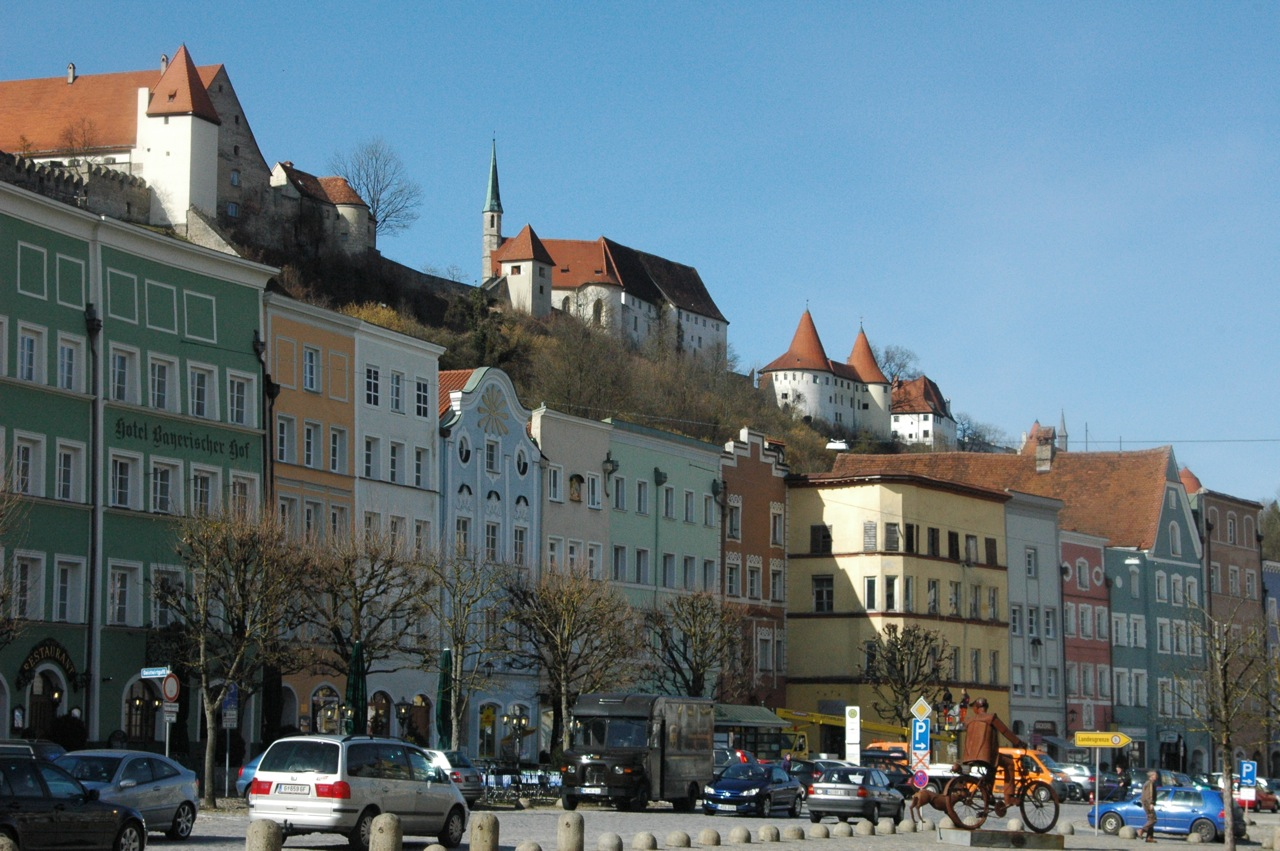
Công trường phố Burghausen, phía Tây, đằng sau là một phần của thành trì (2009)

Hình ảnh ngày nay của Burghausen chủ yếu ảnh hưởng từ 2 cuộc phát triển quan trọng: Cái đầu tiên là chỗ ở của công tước vào cuối thời Trung cổ, kế đến là việc thành phố là một phần của Tam giác hóa học Bayern lúc nước Đức bắt đầu kỹ nghệ hóa vào đầu thế kỷ 20. Ngoài thành trì zu Burghausen và phố cổ vẫn được giữ nguyên, phía Bắc và phía Tây từ năm 1910 những khu vực kỹ nghệ, thương mại và khu dân cư ở (Khu phố mới) được dựng lên từ những mảnh đất mà trước đây là đất trồng trọt hoặc là đất lâm nghiệp.

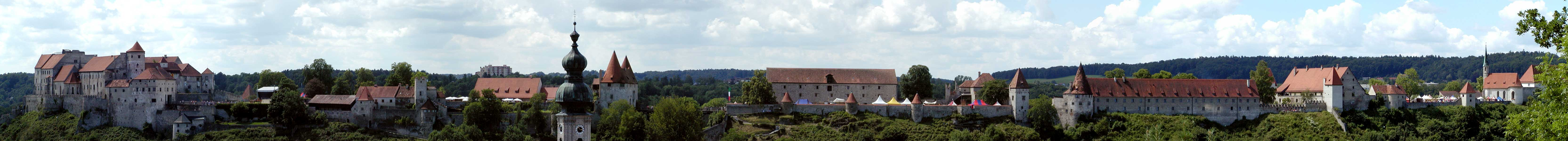
Phong cảnh của thành trì (nhìn từ phía Đông)

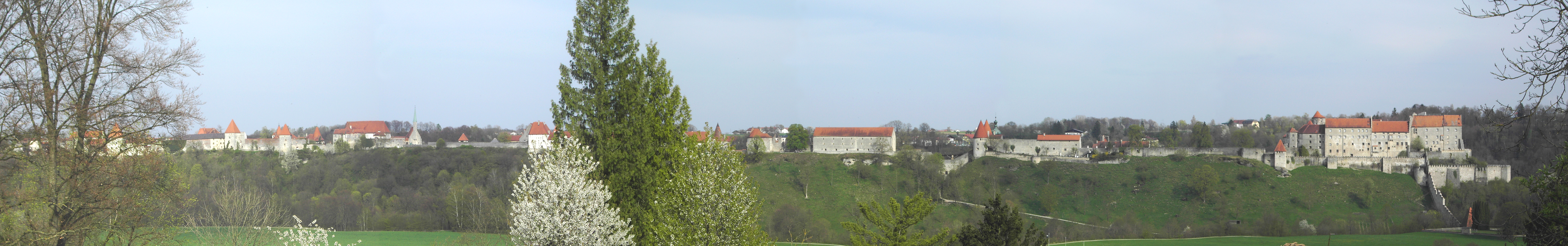
Phong cảnh của thành trì (nhìn từ phía Tây)